# Кен Вол
Кен Вол (англ. Ken Wahl; 31 жовтня 1954) — американський актор.

## Біографія
Кен Вол народився 31 жовтня 1954 року в Чикаго, штат Іллінойс, був одним з десяти дітей у сім'ї. Кинув школу у 17 років і працював на різних роботах, перш ніж вирушити до Каліфорнії з бажанням досягти успіху в драматичному мистецтві. Вол був високим, гарним і мав атлетичну статуру. Перша роль Вола була як ватажка банди у фільмі «Мандрівники» 1979 року.
У другому фільмі з'явився разом зі своїм героєм екрана Полом Ньюманом у вибухонебезпечній поліційній драмі «Форт Апач, Бронкс» 1980 року. У нього були ролі в декількох фільмах до того як знятися у ролі таємного агента ФБР Вінні Терранова у серіалі «Розумник», за яку він отримав «Золотий глобус». Пізніше Кен Вол знову зіграв цю роль у фільмі «Розумник» у 1996 році.
У 1992 році Кен Вол потрапив у аварію на мотоциклі і отримав небезпечні для життя травми шиї. Протягом багатьох років за допомогою наркотиків намагався полегшити хронічний біль. Зараз він керує своїм болем за допомогою професійної медицини. Живе з третьою дружиною Шейн Барбі і дітьми: Луї, Реймонд, Коді і Кіра.

## Фільмографія
| Рік       |    | Українська назва                 | Оригінальна назва             | Роль                  |
| --------- | -- | -------------------------------- | ----------------------------- | --------------------- |
| 1979      | ф  | Мандрівники                      | The Wanderers                 | Річі                  |
| 1980      | ф  | Панічна втеча                    | Running Scared                | Чес Макклейн          |
| 1981      | ф  | Форт Апач, Бронкс                | Fort Apache the Bronx         | Кореллі               |
| 1981      | ф  | До скарбів авіакатастрофи        | Race for the Yankee Zephyr    | Барні                 |
| 1982      | ф  | Солдат                           | The Soldier                   | «Солдат»              |
| 1982      | ф  | Наврочили!                       | Jinxed!                       | Віллі Бродекс         |
| 1984      | ф  | Пурпурові серця                  | Purple Hearts                 | Дон Хардіан           |
| 1985      | с  | Подвійна зухвалість              | Double Dare                   | Кен Сіско             |
| 1985      | тф | Брудна дюжина: Наступне завдання | The Dirty Dozen: Next Mission | Луїс Валентайн        |
| 1986      | тф | Гладіатор                        | The Gladiator                 | Рік Бентон            |
| 1986      | ф  | Синдром «Омега»                  | Omega Syndrome                | Джек Корбетт          |
| 1987—1990 | с  | Розумник                         | Wiseguy                       | Вінні Терранова       |
| 1990      | ф  | Книга кохання                    | Book of Love                  | друг Анджело          |
| 1991      | ф  | Взяття Беверлі-Гіллз             | The Taking of Beverly Hills   | Бумер Хейз            |
| 1994      | ф  | Послуга                          | The Favor                     | Том Ендрюс            |
| 1994      | тф | У пошуках Грейс                  | Search for Grace              | Джон Данієллі / Джейк |
| 1996      | тф | Розумник                         | Wiseguy                       | Вінні Терранова       |